# Marcellin Gaha Djiadeu
Marcellin Gaha Djiadeu (sinh ngày 24 tháng 3 năm 1982 ở Bafang) là một cầu thủ bóng đá người Cameroon hiện tại thi đấu ở vị trí Cầu thủ-Huấn luyện viên cho Unisport de Bafang.

## Sự nghiệp
Anh bắt đầu sự nghiệp với FC Unisport de Bafang và ký hợp đồng vào tháng 1 năm 2003 cùng với Cotonsport Garoua. Djiadeu rời đi vào tháng 12 năm 2008 để đến Cotonsport FC de Garoua và ký hợp đồng ở Indonesia cho Arema FC. Mùa xuân năm 2010, anh trở lại Cameroon và trở thành đội trưởng của Unisport de Bafang.

## Sự nghiệp huấn luyện
Vào tháng 4 năm 2013 anh có bằng huấn luyện B và thi đấu ở vị trí cầu thủ kiêm huấn luyện viên của Unisport de Bafang.